# Donji Zovik (dystrykt Brczko)
Donji Zovik – wieś w Bośni i Hercegowinie, w dystrykcie Brczko. W 2013 roku liczyła 494 mieszkańców, z czego większość stanowili Chorwaci.